# Passage (equitação)

Cavalo andaluz na passage

Passage é um movimento da Alta Escola de Equitação, no qual o cavalo executa um Trote altamente elevado e extremamente poderoso. O cavalo permanece reunido e se move com grande impulsão.

Para comparação: Trote

A Passage difere do trote de trabalho, médio, reunido e alongado, pois o cavalo levanta as duas patas diagonais do chão e suspende as patas por um período maior do que o observado em outros tipos de trote. Os posteriores são bem engajados, e joelhos e jarretes são mais flexionados do que em outros tipos de trote. O cavalo parece trotar em câmera lenta, como se estivesse dançando.
A Passage foi introduzida pela primeira vez no adestramento no teste Intermediário II. Um cavalo deve ser bem confirmado no seu treinamento para realizar a Passage, e deve ser proficiente em reunir o movimento permanecendo energético, calmo e suave. 
O cavalo também deve ter os músculos corretos desenvolvidos, para realizar o movimento intenso.

## Ligações externas

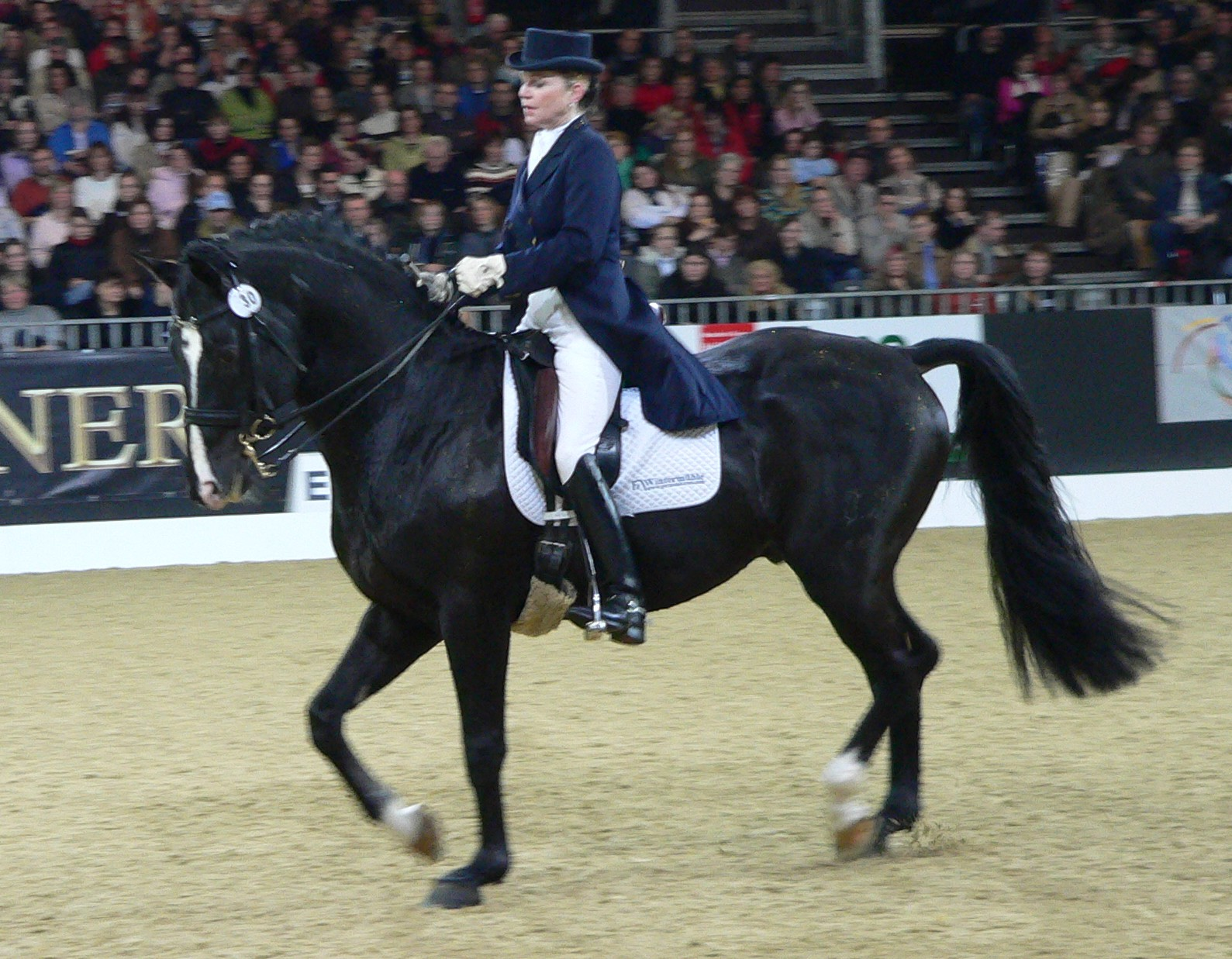
Passage.